# Hymyilevä mies
Hymyilevä mies (no Brasil, O Dia Mais Feliz da Vida de Olli Mäki) é um filme de drama alemão-finlandês-sueco de 2016 dirigido por Juho Kuosmanen e escrito por Mikko Myllylahti. Foi selecionado como representante da Finlândia ao Oscar de melhor filme estrangeiro em 2017.

## Elenco
- Jarkko Lahti - Olli Mäki
- Oona Airola - Raija Mäki
- Eero Milonoff - Eelis Ask
- John Bosco Jr.